# レットル・フランセーズ
レットル・フランセーズ（フランス語: Les Lettres françaises、「フランス文学」の意）は、ナチス・ドイツ占領下のフランスで地下出版された文学雑誌。1942年に言語学者・文芸評論家のジャン・ポーランとドイツ語教師・共産党員のジャック・ドクールによって創刊された。パリ解放後の1944年から合法とされ、1953年から終刊となった1972年まで共産党中央委員会の委員であった作家のルイ・アラゴンが編集長を務めた。1990年に再刊され、1993年に再び終刊。2004年に再刊され、以後、『リュマニテ』紙の差し込み記事として、次いで2011年からオンライン版として現在に至るまで刊行されている。

## 創刊までの経緯

### 思想・言論の弾圧

#### ジャック・ドクール
ジャック・ドクールはリセ・ロラン（現リセ・ジャック＝ドクール）のドイツ語の教員であり、1936年にフランス共産党に入党し、国際革命作家同盟 (UIER) のフランス支部「革命作家芸術家協会」の機関誌『コミューン』（1933年7月創刊）の編集事務局を務めていた同じ共産党員の作家ルイ・アラゴンに協力し、1938年から彼とともに編集委員を務めていた。
1939年8月23日に独ソ不可侵条約が締結されると、8月25日、ダラディエ内閣は共産党の第一機関紙『リュマニテ』、同じくアラゴンが編集長を務めていた『ス・ソワール (今夜)』紙、『コミューン』誌など、共産党のすべての刊行物を発禁処分にし、さらに、集会や宣伝活動も禁止した。この結果、『リュマニテ』紙だけが以後、パリ解放の1944年まで地下出版されることになった。
ドイツ軍は言論・思想の自由を徹底的に弾圧し、出版社労働組合はこれを受けて1940年9月28日に占領当局との間で検閲協定を締結した。1940年11月11日、1918年の同月同日に締結された（第一次世界大戦における）ドイツと連合国の休戦協定を記念してシャンゼリゼ大通りから凱旋門にかけて高校生、大学生、教員らが大規模なデモを行い、ゲシュタポに逮捕された（1940年11月11日のデモ）。ドクールはこうした弾圧に対する知識人の抵抗運動の一環として1940年11月に哲学者ジョルジュ・ポリツェル、物理学者ジャック・ソロモンとともに雑誌『自由大学（Université libre）』、次いで1941年に『自由思想（La Pensée libre）』を創刊し、「フランスは決して奴隷国家にならない」、あるいは（ドイツの作家ゲーテの言葉を掲げて）「もっと光を」と訴えた。さらに、1941年に共産党がレジスタンス・グループ「国民戦線」を結成すると、ドクールはこの一派として全国作家戦線を結成（まもなく全国作家委員会 (CNE) に改称）。ジャン・ブランザ、シャルル・ヴィルドラック、ジャン・ゲーノ、フランソワ・モーリアックらが参加した。

#### ジャン・ポーラン
一方、ジャン・ポーランは、アンドレ・ジッドらが創刊し、戦間期に党派性を排除し、外国文学を積極的に紹介したことで国際的な影響力をもつことになった『新フランス評論』誌の編集長を務めていたが、ポーランが地下活動を呼びかけたことで1940年6月1日に終刊。検閲協定締結と同時に禁書目録「オットー・リスト」を発表した駐仏ドイツ大使オットー・アベッツの要請によって半年後の1940年12月に再刊され、対独協力に転じた作家ピエール・ドリュ・ラ・ロシェルが編集長に任命された。『新フランス評論』を去ったポーランはレジスタンス・グループ「国民戦線」および「人類博物館グループ」の機関紙『レジスタンス』の刊行に参加し、また、当時挿絵画家であったジャン・ブリュレル（ヴェルコール）と作家のピエール・ド・レスキュールが地下出版社「深夜叢書」を創設しようとしていることを知って、これを支援した。

## 創刊
こうした経緯を経て、1941年、ジャック・ドクールとジャン・ポーランは知識人による対独抵抗運動の一環として『レットル・フランセーズ』誌を刊行することにした。だが、同年5月にポーランがゲシュタポに逮捕され、フレンヌ刑務所に拘留された。ドリュ・ラ・ロシェルの介入で釈放されたが、1942年2月17日に今度はドクールがポリツェル、ソロモンとともにゲシュタポに逮捕され、ドイツ軍に引き渡された後、5月30日に銃殺刑に処された。
こうして『レットル・フランセーズ』誌の刊行が1942年9月20日まで延期され、創刊号にはドクールの追悼記事が掲載された。編集長は全国作家委員会の委員で共産党員の作家クロード・モルガンが1953年まで務め、同年からいったん終刊となる1972年まで、アラゴンが編集長を務めた。レジスタンス運動の地下出版物は多数存在したが、特定のレジスタンス・グループに参加するのではなく、文筆活動によってナチスの弾圧に抵抗し、言論・表現の自由を擁護する活動として「レジスタンス文学」を牽引したのが深夜叢書と『レットル・フランセーズ』誌であった。深夜叢書は各作家の著書を刊行したが、『レットル・フランセーズ』は週刊文学雑誌であり、深夜叢書の活動に参加した作家は『レットル・フランセーズ』誌にも寄稿した。深夜叢書の刊行物と同様に、寄稿者はすべて偽名を用いた。主な寄稿者は以下のとおりである。
- アンリ＝ジョルジュ・アダム（フランス語版）（版画家、彫刻家）
- ルイ・アラゴン（作家）
- ジョルジュ・オーリック（作曲家）
- ピエール・ベナール（フランス語版）（ジャーナリスト、脚本家）
- ジュリアン・ベルトー（フランス語版）（俳優、映画監督）
- ジャン・ブランザ（フランス語版）（作家）
- アルベール・カミュ（作家）
- ジャン・カスー（作家、美術評論家）
- ルイ・ダカン（映画監督、脚本家）
- ジャック・ドビュ＝ブリデル（フランス語版）（ジャーナリスト）
- ポール・エリュアール（作家）
- イヴ・ファルジュ（フランス語版）（ジャーナリスト、評論家）
- マックス＝ポル・フーシェ（フランス語版）（作家、美術評論家、検閲を逃れてアルジェで『フォンテーヌ（フランス語版）』誌を創刊）
- アンドレ・フレノー（フランス語版）（詩人）
- フランソワ・ラシュナル（フランス語版）（スイスの出版社経営者）
- ミシェル・レリス（詩人、民族学者、美術評論家）
- ジャン・レスキュール（フランス語版）（作家）
- ロワ・マッソン（フランス語版）（作家）
- フランソワ・モーリアック（作家）
- クロード・モルガン（作家）
- ルイ・パロ（フランス語版）（作家）
- ジャン・ポーラン（言語学者、文芸評論家）
- レーモン・クノー（作家）
- アンドレ・ルソー（フランス語版）（文芸評論家）
- クロード・ロワ（作家、美術評論家）
- ジョルジュ・サドゥール（フランス語版）（映画評論家）
- ジャン＝ポール・サルトル（作家、哲学者）
- ピエール・セゲルス（フランス語版）（作家、出版社経営者）
- ジャン・タルデュー（詩人、劇作家）
- マルセル・ティリー（フランス語版）（ベルギーの作家）
- エルザ・トリオレ（作家）
- ジャン・ヴォーダル（フランス語版）（作家、文芸評論家）
- エディット・トマ（フランス語版）（ジャーナリスト、作家、歴史学者）
- シャルル・ヴィルドラック（詩人、劇作家）
- ピエール・ヴィヨン（フランス語版）（建築家）
- ベルナール・ジンメル（フランス語版）（劇作家、脚本家）

## パリ解放後

### 粛清
1944年8月のパリ解放後の対独協力者の追放・粛清において、全国作家委員会とジャン・ポーランら『レットル・フランセーズ』誌寄稿者の間に対立が生じた。全国作家委員会はまず粛清の一環として「裏切り者に対する正当な処罰」を求める声明を1944年9月9日付の『レットル・フランセーズ』誌上に発表し、これにはポーラン、モルガン、モーリアック、エリュアール、アラゴン、レリス、ゲーノ、カスー、クノー、カミュ、サルトル、セゲルス、エディット・トマ、ヴェルコール、レスキュール、ブランザ、タルデューら『レットル・フランセーズ』誌寄稿者のほとんどが署名した。さらに、9月16日付の『レットル・フランセーズ』紙には、対独協力作家のブラックリストが掲載された。ドリュ・ラ・ロシェルのほか、ジャック・シャルドンヌ、ロベール・ブラジヤック、ルイ＝フェルディナン・セリーヌ、ジャン・ジオノ、サシャ・ギトリ、マルセル・ジュアンドー、シャルル・モーラス、アンリ・ド・モンテルランらの名前が挙がっていた。ポーランはブラックリストの掲載には反対であり、さらに全国作家委員会がゲッベルスの宣伝省が開催したワイマール作家会議に出席した作家に参加した対独協力作家全員の逮捕を求めたことに抗議して、同年9月29日に『レットル・フランセーズ』編集部に辞表を提出した。この数か月後にブラジヤックが死刑判決を受けたときにも、ポーラン、カミュ、モーリアック、ヴァレリー、ジャン・アヌイ、ジャン＝ルイ・バロー、シャルル・デュラン、コレット、ジャン・コクトーらがド・ゴールに特赦を求める請願書を提出した（ブラジヤックは1945年2月6日に銃殺刑に処された）。ブラックリストは第3回まで『レットル・フランセーズ』紙上に掲載されたが、以後は非公開とされた。

### クラフチェンコ裁判
元ソ連共産党員で米国に亡命したヴィクトル・クラフチェンコが1946年に出版した『私は自由を選んだ』でソ連の農業の集団化の実態や強制収容所の存在を暴露したことに対して、1947年11月13日付の『レットル・フランセーズ』誌上に「クラフチェンコはいかにでっち上げられたか」と題する記事が掲載された。この記事でクラフチェンコを「詐欺」、「裏切り」、「酔狂」、「情報操作」といった言葉で非難したため、クラフチェンコは編集長のクロード・モルガンと編集委員の作家アンドレ・ヴュルムセルを名誉毀損で訴え、1949年1月24日にパリ軽罪裁判所で裁判が行われた。「世紀の裁判」と呼ばれたこのクラフチェンコ裁判では、ジル・マルタン＝ショーフィエ、ロジェ・ガロディ、フェルナン・グルニエ、ピエール・クールタード、エマニュエル・ダスティエら共産党を支持する政治家、知識人100人以上が証言台に立ったが、クラフチェンコの報告は多数の証言によって裏付けられ、『レットル・フランセーズ』誌側の敗訴に終わり、共産主義者間に大きな混乱を招くことになった。

### 総合文化雑誌として
共産党、およびそのレジスタンス・グループ「国民戦線」、さらにその一派として結成された全国作家委員会との関係から、『レットル・フランセーズ』誌はパリ解放後に合法とされた後に内部対立が生じたが、戦後、同じく戦時中に地下出版された演劇雑誌『ラ・セーヌ・フランセーズ（La Scène française、フランス演劇）』、音楽雑誌『ミュジシアン・ドージュールドュイ（Musiciens d'aujourd'hui、現代音楽家）』、映画雑誌『レクラン・フランセ（フランス映画）』を吸収したことから、やがて共産党の機関紙としてではなく総合文化雑誌として、この後1972年まで刊行されることになった。同年に終刊になるまでは引き続き週刊雑誌であったが、この後1990年にジャン・リスタによって月刊雑誌として再刊され、1993年に再び終刊となった。ジャン・リスタは1974年に文学雑誌『ディグラフ』およびディグラフ叢書を創刊した詩人であり、特にロラン・バルトやジャック・デリダと親しく、「ディグラフ」という誌名・叢書名はジャック・デリダが提案したものであった。リスタはまず1989年12月に『ディグラフ』誌の差し込み記事として『レットル・フランセーズ』誌第1号を発表し、第2号（1990年10月）から最終号の第33号（1933年）まで月刊誌として刊行した。2004年3月から2011年3月まで『リュマニテ』紙の差し込み記事（16ページ）として毎月第1土曜に刊行され、2011年4月4月の第116号から2018年の第166号まではオンライン版のみを刊行。2019年からオンライン版と併せて再び紙版が刊行されている。
2004年に再刊された当初は、ミシェル・フーコー（2004年9月）、ジャック・デリダ（2004年10月）、ジャン＝ポール・サルトル（2005年4月）、ジル・ドゥルーズ（2006年1月）など20世紀の哲学者や、クイア理論（2004年8月）、ヌーヴォー・ロマン（2006年1月）など20世紀の主な運動に関する特集が組まれている。近年ではこうした特集と併せて、若手アーティストを積極的に紹介している。
リスタは、2004年の再刊にあたって、「これまで以上に知的なレジスタンスが必要になっている」現在において、『レットル・フランセーズ』誌は「この闘争の前衛（アヴァンギャルド）に立って」、他の組織とともに「無教養、思考の貧困さ、仕組まれ、拡大する愚鈍化」と闘わなければならないとしている。